# Gladiador samnita
El gladiador samnita fou una mena de gladiadors inspirat en la forma de lluitar i en l'equipament dels soldats samnites. En l'època imperial van passar a ser anomenats hoplomacs, per una variació en l'escut.

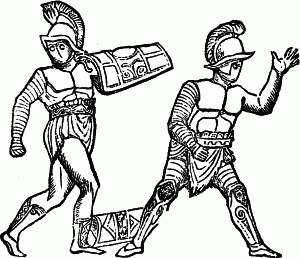
Representació de la lluita entre dos gladiadors samnites

## Origen
Roma havia sostingut tres guerres contra els samnites, un poble situat al sud i a l'est dels Apenins, entre el 343 aC i el 290 aC. L'historiador Titus Livi narra que després de derrotar-los el 308 aC, els van obligar a fer una simulació de lluita en honor dels déus mentre es preparava el banquet de la victòria. En tornar a Roma van fer una exhibició triomfal de les armes i elements de protecció que havien confiscat als samnites i que van passar a ser la vestimenta dels espectacles de gladiadors.
Les autèntiques lluites de gladiadors van començar a Roma 40 anys més tard. El gladiador samnita, fou el primer tipus de gladiador en els jocs romans i el model sobre el qual es van basar les altres variants. Hi havia tres tipus d'equipament de lluita que portaven la denominació samnita. Encara que estaven inspirats en la forma de lluitar dels guerrers samnites, els combatents dels jocs romans anomenats "gladiadors samnites" no procedien necessàriament d'aquella ètnia, la làpida d'un gladiador de nom Thelyphus indica sense ambigüitat que havia lluitat com a samnita però era de procedència tràcia.

## Armament i protecció

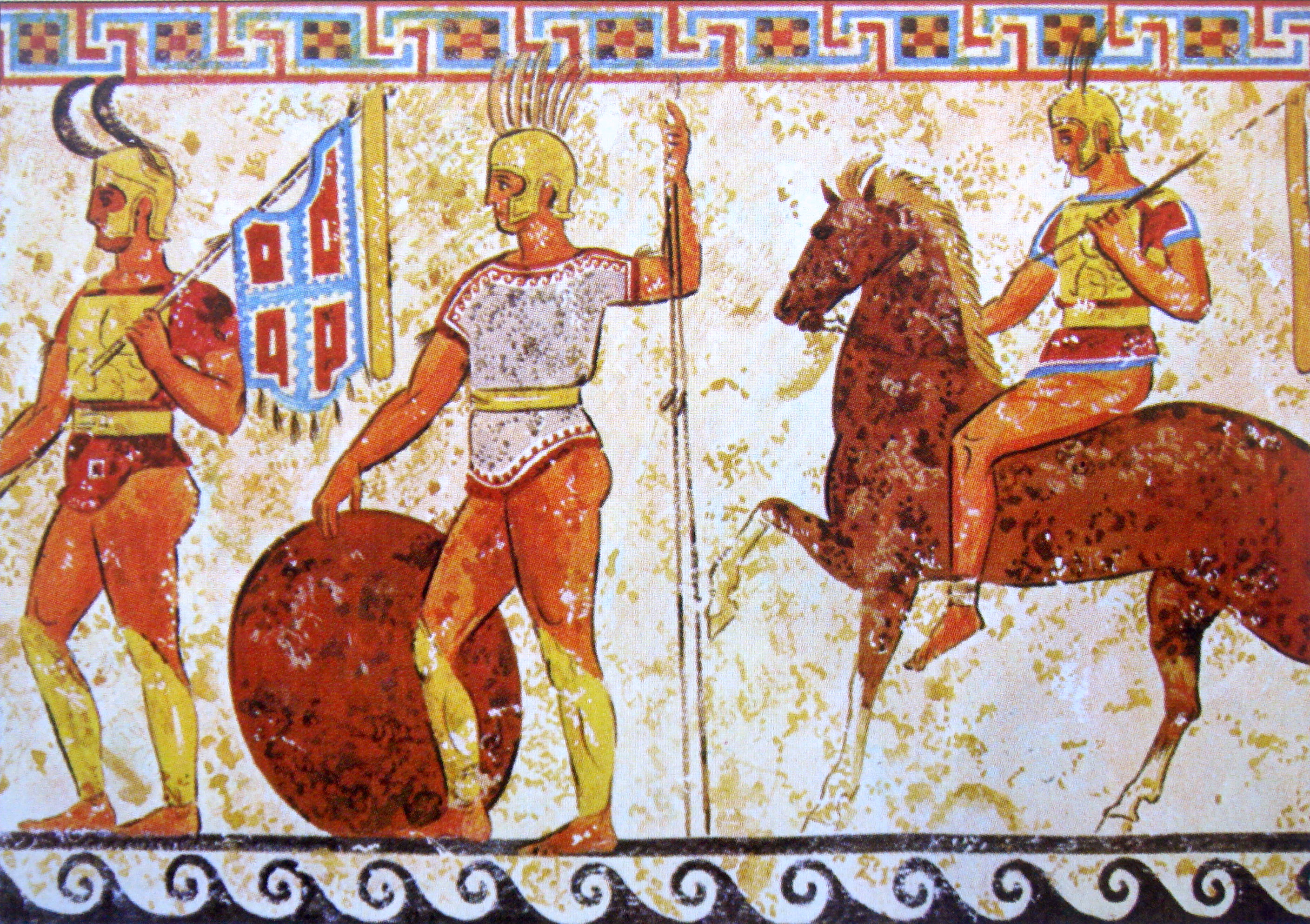
Els guerrers samnites van donar nom als primers gladiadors.

Acostumaven a lluitar amb: una espasa curta (gladius), una gambera (ochrea) un elm i un escut (scutum). Els guerrers samnites que els havien donat el nom lluitaven preferentment amb una llança (pílum) però als gladiadors els van donar una espasa per fer que el combat tingués lloc més a prop del contrari; també els guerrers s'havien distingit per dur un eficaç escut oblong però als gladiadors se'ls va fer lluitar amb el típic escut recte de l'exèrcit romà.
L'elm tenia una cresta a dalt i una vora al voltant, de cobertura total llevat del visor i amb una ploma (galea) merament decorativa.La gambera només la duien a la cama esquerra protegint-la fins al genoll,estava feta de cuir i de vegades tenia una revora de metall.També podien portar un protector de turmell lligat al turmell dret.Al braç amb què duien l'espasa acostumaven a posar-se una màniga de protecció (manica).
Una altra variació que es va introduir entre els guerrers i els gladiadors era que els primers acostumaven a portar un pectoral de cuir, però que no sempre se'ls va permetre portar als gladiadors.

## Prestigi
Els gladiadors samnites apareixen amb molta freqüència en les obres d'art romanes. Alguns gladiadors pertanyents a altres tipus de gladiadors que apareixen en l'art, porten armes similars i cascs especials amb cresta, cosa que afegeix més dificultat en la identificació clara amb una imatge de samnita. Aquest gladiadors eren percebuts pels romans com més masculins i generaven més respecte com més pesant era l'armadura i les armes que feien servir. Tenien fama de lluitadors valents i ferotges i podria ser que fossin els primers a enfrontar-se als gladiadors anomenats reciaris, els quals combatien amb armes de pescadors i eren tinguts per efeminats per dur un armament lleuger. En conseqüència, alguns reciaris demanaven ser ensinistrats per samnites i així millorar la seva reputació.
La popularitat dels gladiadors samnites va romandre intacta des dels inicis dels jocs romans en l'era republicana fins a la seva desaparició en l'època imperial.El seu renom va fer que esdevinguessin personatges habituals en la literatura llatina d'aquella època. Tan sols la figura dels gladiadors samnites va decaure relativament quan en temps d'August el poble Samni va passar a ser aliats de Roma.En aquesta fase, als textos comencen a estar presents altres tipus de gladiadors inspirats en ells: l'hoplomac, el mirmil·ló i el secutor.El gladiador samnita i els seus successors van lluitar tots amb una espasa i un escut. Les úniques característiques clares i distintives eren que el secutor lluitava gairebé exclusivament contra els retiarius, els quals duien una xarxa i trident, i que l'hoplomac utilitza un escut superior.